# Brujas FC Escazu
Maillots
Le Brujas F.C. Escazú est un club de football costaricien basé à La Sabana.

## Palmarès
- Championnat du Costa Rica (1) 
  - Vainqueur : Apertura 2009